# Ludovico Antonio Muratori
Ludovico Antonio Muratori (en latin Ludovicus Antonius Muratorius), alias Lamindius Pritanius (21 octobre 1672, Vignola - 23 janvier 1750, Modène), est un historien italien, considéré comme le fondateur de l'historiographie italienne.
Également écrivain et grammairien, il apparaît, à bien des égards,  comme le pendant italien de Mabillon.

## Biographie
Archiviste-bibliothécaire ducal à Modène, travailleur érudit infatigable, Ludovico Antonio Muratori est l'un des plus grands savants italiens du XVIIIe siècle[réf. nécessaire]. Il est un des pères de la méthode historique scientifique moderne, construite sur de fortes exigences philologiques et la pratique systématique des références textuelles, bases indispensables de la critique historique.

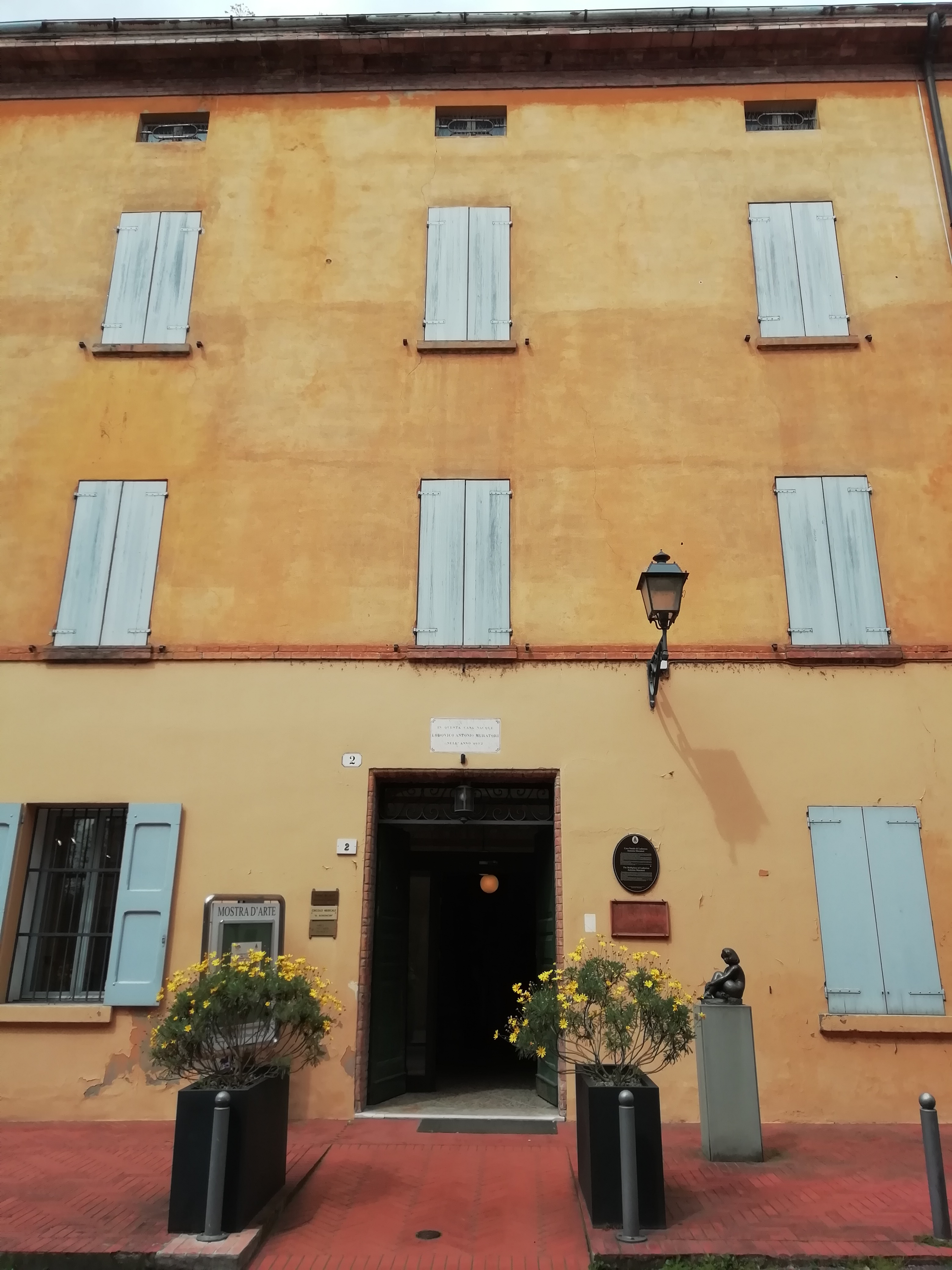
La maison où est né Ludovico Antonio Muratori

Après des études à Modène au collège des Jésuites (à partir de 1685) et auprès du grand érudit Benedetto Bacchini, bibliothécaire du duc, il se rend, en septembre 1695, à Milan, dont il découvre la riche vie intellectuelle. Il est accueilli en qualité de docteur à la Bibliothèque Ambrosienne ; il tire un extraordinaire profit des innombrables manuscrits qui y sont conservés et commence à s'intéresser à l’histoire médiévale, qui constituera l’une de ses préoccupations essentielles tout au long de sa vie.
De retour à Modène en 1700, il est nommé archiviste et bibliothécaire ducal par le duc Rinaldo d'Este. Durant la guerre de Succession d'Espagne, « alors que Modène est occupé par les Français de 1702 à 1707, les archives entières à peine réorganisées doivent être transférées et c'est à Muratori d'en prendre soin ». L’année 1707 est aussi celle d’une intense activité diplomatique qui prépare l’occupation du Comacchio par les armées du prince Eugène. « Cette année marque un profond tournant pour Muratori, il découvre l’Histoire et se passionne pour elle ».
Ses œuvres majeures datent des années 1723-1743, quand il publie trois grandes collections de documents, les Rerum italicarum scriptores (en) (RIS, 1723-1738), les Antiquitates Italiacæ Medii Ævii (1738-1743) et le Novus Thesaurus Veterum Inscriptionum (1738-1743), auxquelles il faut ajouter la première grande histoire de l’Italie de l’époque moderne, publiée en italien, les Annali d’Italia (1743-1749).
Parmi ses découvertes importantes, il faut rappeler la mise en valeur d'un fragment de manuscrit qui contient la plus ancienne liste connue à ce jour des écrits du Nouveau Testament, appelé de ce fait « Canon de Muratori ».
Malgré sa grande érudition, Ludovico Muratori maîtrisait mal les langues étrangères, ce qui restreignit au fil du temps son réseau épistolaire à l'espace italien. En effet, à cette époque, les langues de communication les plus usuelles étaient le français et le latin. La tendance de Muratori à répondre dans sa langue maternelle à ses correspondants étrangers limita de ce fait l'ampleur de ses échanges avec des érudits non-italophones.

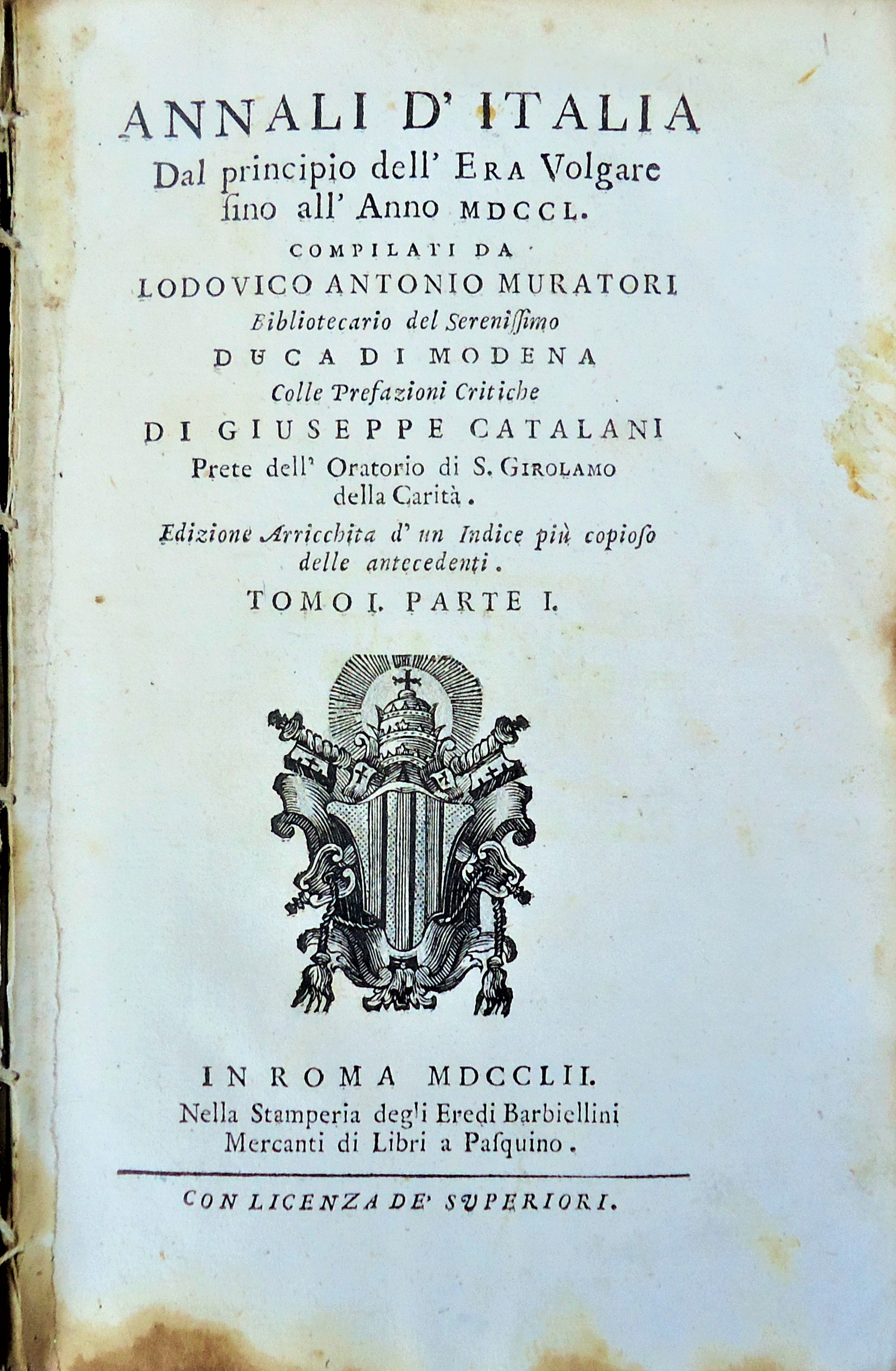
Lodovico Antonio Muratori, Annali d'Italia, Roma, 1752, t. I, p. I

## Publications

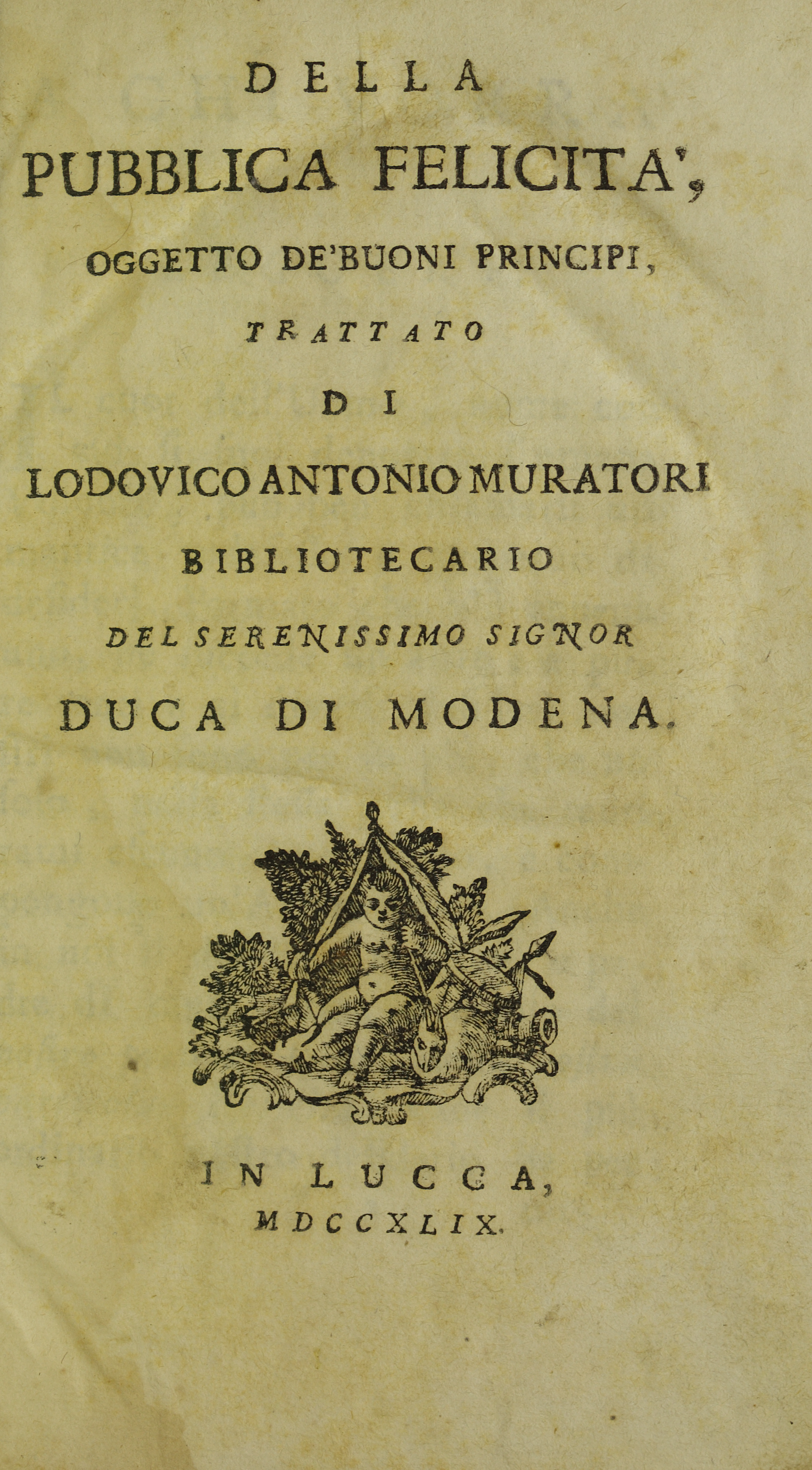
Della pubblica felicità, 1749

- Della Perfetta poesia italiana, Modène, 1706
- Anecdota Græca Quæ Ex Mss. Codicibus Nunc primum eruit, Latio donat, Notis, & Dilquilitionibus auget. Patavii Typis Seminarii, 1709
- Del governo della Peste, e della maniere di guardarsene, ... Trattato diviso in politico, medico, & ecclesiastico, da conservarso ed aversio pronto per le occasioni, che Dio tenga sempre lontane. Napoli, Felice Mosca, 1720
- Lamindi Pritanii De Ingeniorum Moderatione in Religionis Negotio, Ubi Quae Jura, Quae Frena Futura Sint Homini Christiano in Inquirenda & Tradenda Veritate, Ostenditur: & Sanctus Augustinus Vindicatur a Multiplici Censura Joannis Phereponi. Paru, pour la 1re édition, à Paris (apud Carol. Robustel, 1714) Editio Praece.  Venetiis: Apud Sebastianum Coleti, 1727, Joannis Bapiste Pasquali  1777
- Relation des Missions du Paraguai. Paris, Bordelet, 1754. Vanlinthout et Vandenzande, Louvain, 1822, La Societe Catholique des Bons Livres  1826.Cet ouvrage décrit l'histoire des Indiens de Rio de la Plata. Il est rédigé en grande partie sur des documents officiels dus à divers Jésuites des missions du Paraguay, notamment le père Gaëtan Cattani. Le fait que Muratori n'était pas un jésuite donne à cette histoire un caractère d'impartialité.
- Lamindi Pritanii Redivivi : epistola paraenetica ad patrem Benedictum Plazza e Societate Iesu, censorem minus aequum libelli della regolata divozione de' cristiani di Lamindo Pritanio videlicet di Ludovico Antonio Muratori.  Venezia, apud Jo: Baptistam Pasquali, 1755.
- De ingeniorum moderatione in religionis negotio. Libri tres, ubi quae jura, quae fraena futura sind homini Christiano in inquirenda, & tradenda veritate, ostenditur & Sanctus Augustinus vindicatur a multiplici censura Joannis Phereponi. Ed. novissima ab auctore recensita et aucta. Pasquali 1768
- Traité sur le bonheur public : Avec sa vie et le catalogue de ses ouvrages par Jean-François Soli Muratori, son neveu: Le tout extrait & traduit aussi de l'italien par le Révérend Père de Livoy sur l'édition de Venise de 1756. Édition originale italienne en 1749, Lyon, Réguilliat, 1772 (lire en ligne).Cet ouvrage traite d'économie, de politique et de société : devoir des princes, éducation, jurisprudence, jeux publics, impôts monnaie, luxe, etc.
- Censura Joannis Phereponi. Editio Novissima Ab Auctore Recensita Et Aucta, Joannis Bapiste Pasquali, 1777

## Ouvrages cités
- Benoît Soubeyran, « Des "soldats des guerres diplomatiques" : les archivistes de Pierre Dupuy à Ludovico Muratori (XVIIe - début du XVIIIe siècle) », La guerre et la paix dans les sociétés des Suds, IVe journées d'études doctorales LLACS, Montpellier, HAL,‎ 7 octobre 2016, p. 13-14 (lire en ligne).